# 小行星3128
小行星3128（3128 Obruchev）是一颗围绕太阳公转的小行星。1979年3月23日，尼古拉·切爾尼赫在克里米亚发现了此天体。
該小行星以俄羅斯地質學家弗拉基米爾·歐布魯契夫命名。
这颗小行星的绝对星等为188.6024054695141等。